# Kladeos
Der Kladeos (griechisch Κλάδεος, latein. Cladeus) ist ein Fluss, der bei Olympia in den Alpheios mündet. Er ist heute vor allem im Sommer beinahe ausgetrocknet. In der Antike führte er jedoch vor allem in den Wintermonaten viel Wasser. Sowohl der Kladeos als auch der Alpheios verursachten jährliche Überschwemmungen, wobei der Kladeos, der näher am Heiligtum von Olympia vorbeifließt, die größere Gefahr darstellte. Zum Schutz vor Überflutung von Heiligtum und Wettkampfstätten in Olympia wurde der Kladeos  umgeleitet. Bei den Flächengrabungen ab 1986 konnte die Verschiebung des Flussbettes nachgewiesen werden, ebenso der Bau einer Ufermauer, die den Kladeos in seinem neuen Bett halten sollte. Sie wurde von dem Fluss jedoch wiederholt durchbrochen oder umflossen, sodass das Heiligtum im Mittelalter und bis zur Aufnahme der deutschen Ausgrabungen im Jahr 1875 unter einer bis zu 4 m hohen Schwemmschicht begraben lag.
Pausanias berichtet, dass die Eleier dem Flussgott Kladeos neben dem Alpheios am meisten Verehrung entgegenbrachten. Der Gott ist daher im Ostgiebel des Zeustempels von Olympia dargestellt. Am Fuß des Kronoshügels nordöstlich des Tempels der Hera befindet sich nahe dem antiken Ufer des Kladeos ein kleiner Altar, der mit dem Flussgott in Verbindung gebracht wird und als Sühne für den Eingriff in den natürlichen Lauf des Flusses errichtet worden sein könnte.